# TV Trânsito
TV Trânsito foi um telejornal local brasileiro exibido pela Band. Estreou em 23 de março de 2009.

## Formato
Adotou um formato de telejornal voltado para a prestação de serviço. Eram exibidos em 10 minutos, informações concentradas nas condições do trânsito, estradas, tempo e aeroportos. Do alto, o Comandante Hamilton Alves da Rocha, piloto que se transformou num experiente repórter aéreo com mais de 10 mil horas só na TV, mostrava em tempo real as condições do tráfego nas principais vias.
Na redação da Band, a jornalista Millena Machado complementava as informações com a ajuda das câmeras da CET.
O programa possuía outras versões locais em várias emissoras da Rede Bandeirantes.
A atração saiu do ar em 29 de maio de 2009, sendo substituído pelo Primeiro Jornal, que vinha na sequência, mas passou para o horário do TV Trânsito.

## Apresentadora
- Millena Machado